# Fraternité de Jésus Notre Père (Moguer)
 (janvier 2018).
La Fraternité de Jésus Notre Père (de son nom complet : Muy Antigua, Fervorosa, Venerable, Franciscana, Real y Muy Ilustre Hermandad de Penitencia Cofradía de Nazarenos de Ntro. Padre Jesús Nazareno, Santísima Cruz de Jerusalén, Ntra. Sra. Madre de Dios de Gracia –Virgen de los Dolores- y San Juan Evangelista, qui peut se traduire par : Très Ancienne, Fervente, Vénérable, Franciscaine,  Royale et Très Illustre Fraternité de Pénitence et Confrérie de Notre Père Jésus le Nazaréen, Sanctissime Croix de Jérusalem; Notre-Dame. Mère du Dieu de Grâce, Vierge des Douleurs et Saint Jean l'Évangéliste) est une confrérie du village de Moguer, en Espagne.
Dans la contrée elle est plus communément connue comme Père Jesús (Notre Seigneur Jésus).
- Fondée en l'an 1671.
- Siège : Ermitage de Saint-Sébastien.
- Horaire de procession : débute à quatre heures pour se terminer entre onze heures et midi.
- Pénitents : Tunique et chemise blanches. Ceinture, cape, masque et capirote de couleur Violette. L'écu porté sur la cape, à hauteur de la poitrine. Il représente une Croix entourée des instruments de la passion d'une part et la main qui tend le calice de réconfort au jardin des oliviers d'autre part.
- Statues : La statue représentant Jésus Notre-Père actuelle est l'œuvre d'Antonio León Ortega en 1940. Celle de Notre Dame de Grâce (Mère des Douleurs), du même artiste, date de l'an 1944. Les anciennes statues de la confrérie ont disparu lors de la Guerre Civile.
- Passos : Deux «Pasos» participent à la Procession du Vendredi Saint. Le premier porte la statue de Jésus le Nazaréen portant sa croix, aidé de Simon de Cyrène. Le deuxième abrite sous un dais une statue représentant Notre-Dame, Mère du Dieu de Grâce (Vierge des Douleurs).

Un autre « Paso » participe à la Procession du Samedi Saint. Il offre une représentation de la prière  du Saint Christ de l'Amour pendant sa prière au jardin des oliviers tandis qu'un Ange le réconforte lui offrant le calice.

## Histoire

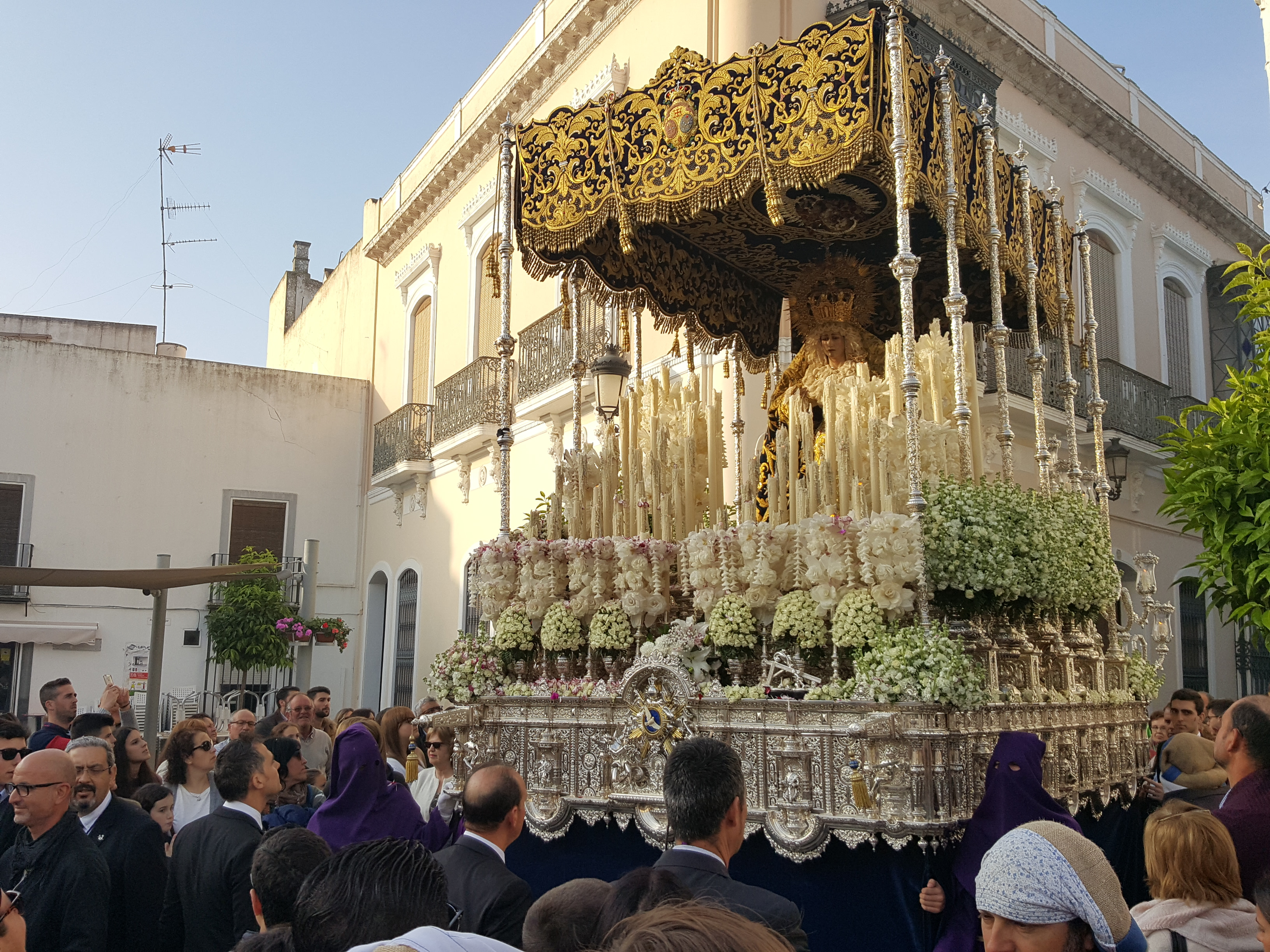
Paso de la Vierge des Douleurs en procession.

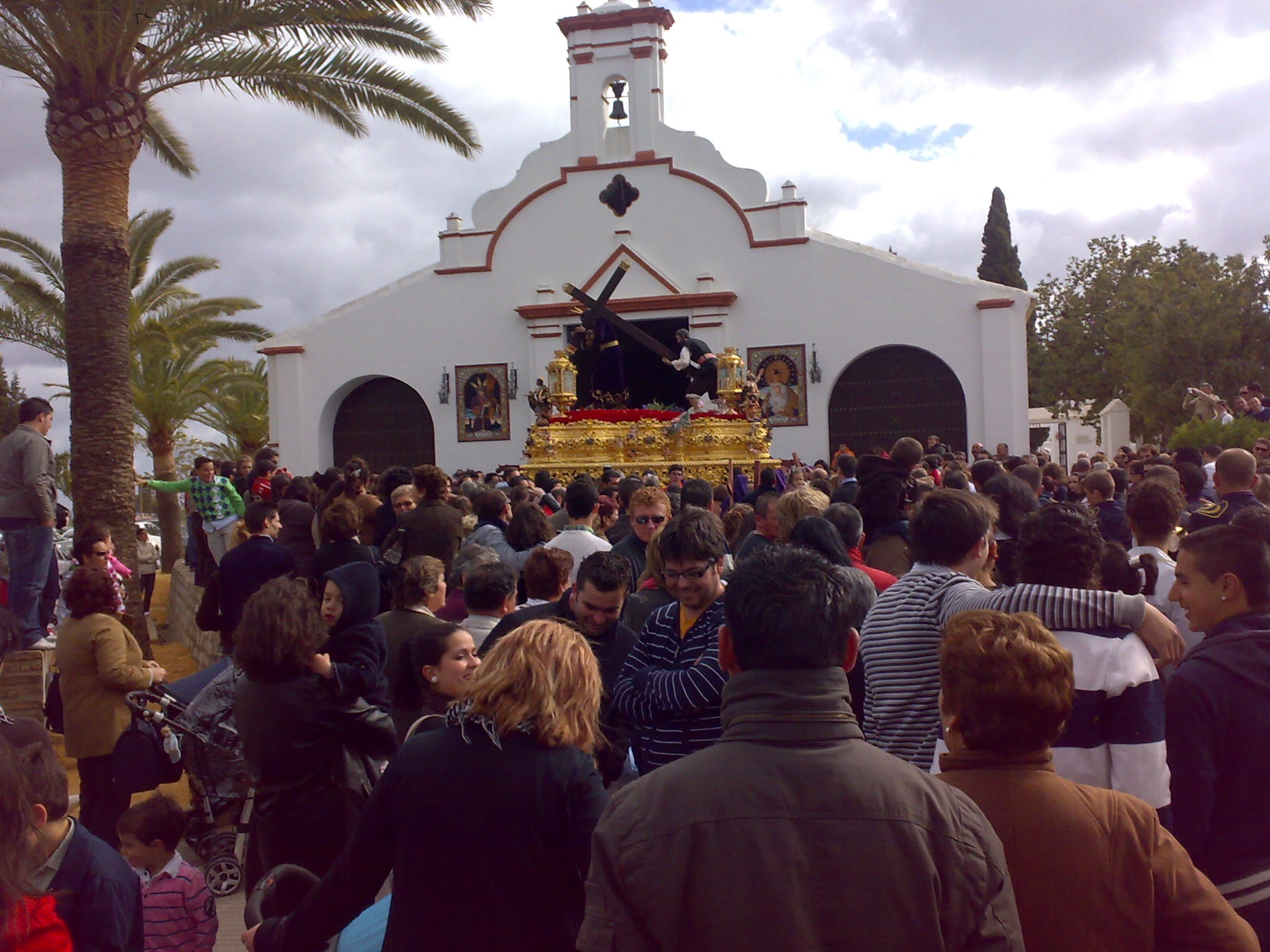
Paso de Jésus Notre-Père devant une Station, occasion de changer l'équipe de porteurs.

La Fraternité de Jésus Notre Père était, à l'origine, très liée aux quartiers populaires et paysans de la commune. Le paroxysme de la semaine sainte célébrée à Moguer est la célébration du «Sermon »  dont l'origine remonte au XVIIe siècle. Elle fut supprimée pendant la guerre civile et ne fut reprise qu'en 1953.
La fraternité de Jésus Notre Père rédige ses premiers statuts officiels en 1671, bien que près d'un siècle auparavant il soit fait mention d'une « Station » de pénitence lors de l'historique Quintaine, dont les services commençaient par les paroles suivantes "Comme il est de tradition, le Seigneur processionnera le matin du Vendredi Saint, ...". 
Quelques documents isolés qui laissent penser que la fraternité possédait un patrimoine important, font le plus souvent référence à Notre-Dame, Mère du Dieu de grâce, sans doute un nouveau patronage de la confrérie.
Depuis cette origine la fraternité n'a cessé de prendre de l'importance alors que le village adoptait le patronage de Notre Père Jésus le Nazaréen, sans toutefois renoncer aux patronages précédents.
Pendant des siècles la fraternité de Jésus Notre Père a été une œuvre de charité défendant toujours la cause des pauvres, tant et si bien que la chapelle où se trouvait la statue de Notre Seigneur Jésus a été, par trois fois, convertie en hôpital pour les plus démunis. En conséquence, les Statues représentant Notre Seigneur et sa mère bénite ont été déplacées en divers couvents de Moguer. La fraternité possédait aussi un dépôt de blé qui lui permettait de nourrir la population en cas de mauvaises récoltes.
Finalement, la statue de Notre Seigneur et Maître comme on l'appelait aussi fut déplacée vers le centre de Moguer. 
En 1927 la fraternité souffrit un coup très dur. La légende veut qu'à la fin d'une matinée une servante mit plusieurs voiles aux pieds du nazaréen comme action de grâce. La statue de Jésus Notre Seigneur passait alors en procession de devant la porte d'une maison où un accouchement qui se prévoyait difficile devient simple et heureux, la mère et le fils furent sains et saufs. C'est alors que les voiles, mis en action de grâce, enveloppèrent la statue de Notre Seigneur qui disparut complètement dans les flammes. En ce jour funeste, Moguer sonna le glas et les femmes s'habillèrent de noir en signe du deuil provoqué par la perte de Notre Seigneur Jésus.  
L'an suivant la fraternité commandait sculpteur sévillan José Ordoñez. La nouvelle statue aux cheveux naturels portait la couronne d'épines en argent seule chose que l'on put sauver de l'incendie. On lui broda aussi une riche vêtement brocardé d'or.
Peu de temps après la fraternité subit un nouveau coup dur: Pendant la guerre civile, le matin du 22 juillet 1936, la chapelle est incendiée et avec elle les statues de Notre Seigneur, de sa mère, et tout leur patrimoine. La fraternité s'en est relevé, en remplaçant la statue de Notre Seigneur par une nouvelle, œuvre de D. Antonio León Ortega qui la taillera dans un cyprès tombé une nuit de tempête, dans le cimetière où reposaient les frères défunts. Cette statue très sereine incite à l’élévation d'esprit, même si on y a remplacé les cheveux naturels par une perruque. Notre Seigneur porte, à nouveau, la couronne d'épines en argent du premier Nazaréen.

## Sources et références
- (es) Cet article est partiellement ou en totalité issu de l’article de Wikipédia en espagnol intitulé « Hermandad de Padre Jesús (Moguer)  » (voir la liste des auteurs).

1. ↑  Site des confréries de Moguer
2. ↑  Offices des ténèbres particuliers à chaque confrérie, pratiqués les soirs des cinq premiers jours la Semaine sainte, et s'achevant le (au matin du) Vendredi Saint par la procession de pénitence des frères. Le plus souvent, celle-ci consiste à porter le très lourds Pasos représentant des scènes du Chemin de croix. Pour ce faire, les frères ôtent leur capirotes mais restent masqués (On ne peut tirer gloire d'une pénitence ...).